# Joël Camathias
Joël Camathias, född den 9 februari 1981 i Lugano är en schweizisk racerförare. 